# Helina alpigenus
Helina alpigenus är en tvåvingeart som beskrevs av Xue, Wang och Tong 2003. Helina alpigenus ingår i släktet Helina och familjen husflugor. Inga underarter finns listade i Catalogue of Life.